# Curtiss Model E
Le Curtiss Model E était un hydravion à flotteurs biplan monomoteur américain, conçu par Glenn Curtiss en 1911.

## Historique
Étant essentiellement des versions améliorées et agrandies du Model D « sans tête » sorti ultérieurement, les versions du Model E franchirent d'importantes étapes dans l'institution du développement des hydravions en Amérique. Comme son prédécesseur, le Model E était un biplan à structure apparente avec des ailes droites haubanées d'envergure identique. En configuration terrestre, il était équipé d'un train d'atterrissage tricycle, et en configuration marine d'un grand flotteur central et de petits flotteurs additionnels sous les ailes.
La plupart des exemplaires du Model E suivirent la disposition des modèles D « sans tête », avec les élévateurs (gouvernes de profondeur) et le stabilisateur horizontal installés au niveau de la queue cruciforme de l'avion. Les grands ailerons étaient montés dans l'espace entre les deux ailes, leur envergure dépassant même celle de ces dernières, et comme sur les appareils précédents, étaient commandés par un attelage relié aux épaules du pilote. Les mouvements d'inclinaison latéraux du pilote contrôlaient donc directement l'action de ces ailerons. L'avion avait été conçu comme un biplace, mais en service les versions les moins bien motorisées furent converties pour ne garder qu'un seul siège.

## Carrière opérationnelle
Le Model E accéda au succès grâce aux exemplaires achetés par l'US Navy. Un hydravion Model E-8-75 acheté pour une somme de 4 400 dollars devint le premier avion de la Navy, lorsqu'il fut commandé le 8 mai 1911. Il reçut la désignation A-1 et le surnom de « Triad », car il pouvait opérer depuis la terre ou la mer et dans les airs. Theodore G. Ellyson (en) devint le premier pilote de la Navy lorsqu'il décolla de Lac Keuka près de Hammondsport, dans l'État de New York, le 30 juin 1911. En tout, la marine américaine acheta quelque quatorze modèles E, désignant les premiers exemplaires A-1 à A-4. Elle les redésigna ensuite AH-1 à AH-18 en incluant les appareils nouvellement commandés et réceptionnés. Ces avions réalisèrent de nombreuses premières pour la Navy, incluant le premier vol à travers le pays en hydravion, un record mondial d'altitude en hydravion de 274 mètres, puis plus tard un autre record d'altitude en hydravion (national cette fois) de 1 890 m. Autre fait marquant, il effectua en novembre 1912 le premier catapultage d'un hydravion, technique qui fut ensuite largement employée pendant de nombreuses années, et fut également le premier avion à embarquer un système de communications par radio. Pour tous ces succès, Curtiss remporta le Trophée Collier en 1914. En tout, quatorze exemplaires de la configuration de l'A-1 furent produits, les avions de cette série étant ensuite vendus aux marines militaires de la Grande-Bretagne, de l'Allemagne, de la Russie et du Japon.

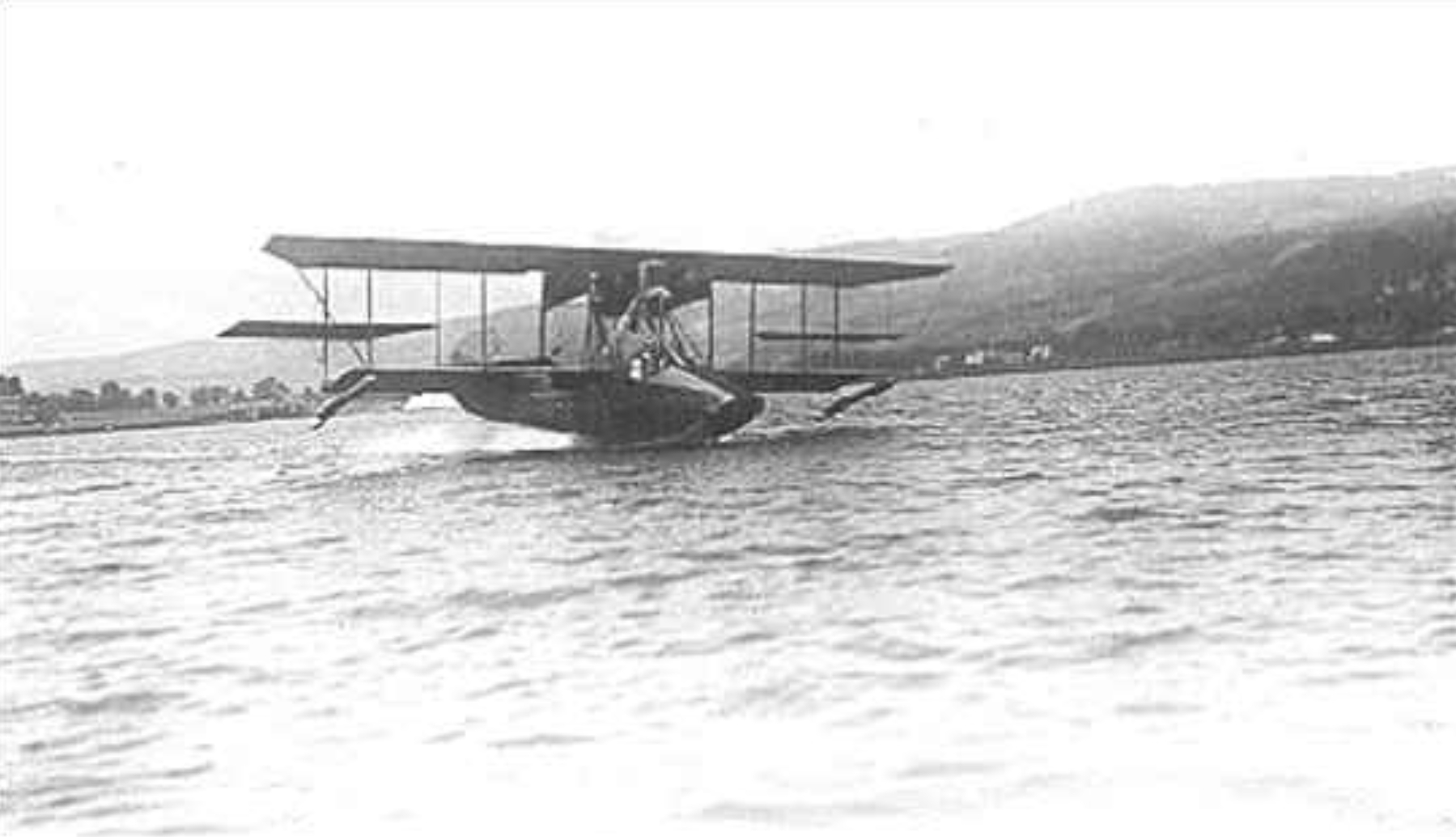
Un Curtiss Model E piloté par William Thaw II (1893-1934) et Steve MacGordon (1892-1916). Photographie ca. 1913-1914, probablement prise sur le lac Keuka à Hammondsport, État de New York, USA.

L'exemplaire initialement désigné A-2 eut une carrière particulièrement intéressante. Acheté par la marine en configuration terrestre (à roues) le 3 juillet 1911, il fut converti en hydravion à flotteurs le mois de juin suivant. Dans cette configuration, il établit un record d'endurance pour un hydravion à flotteurs de 6 h 10 min, le 6 octobre 1912. Plus tard le même mois, il fut presque entièrement reconstruit suivant les lignes de coque du Curtiss Tadpole, devenant alors le premier hydravion à coque de la Navy. Plus tard encore, des roues rétractables furent ajoutées, pour créer un avion amphibie qui devint connu sous la désignation de « OWL », pour « Over Water and Land » (en français : « au-dessus de l'eau et des terres »). L'avion fut ensuite redésigné E-1 puis AX-1 par la marine, puis finalement détruit le 27 novembre 1915.
En plus de son service naval, l'avion fut également utilisé par l'Aeronautical Division U.S. Signal Corps (en), l'ancêtre de l'US Air Force, qui acheta deux exemplaires du Model E-4 (numéros Signal Corps S.C. 6 et S.C. 8), en construisit un troisième entièrement à partir de pièces détachées (S.C. 23), puis plus tard acquit l'un des hydravions de la Navy (AH-8). Les états de service décevants de la configuration à hélice poussive de ces avions, qui étaient plutôt dangereux et peu fiables, contraignirent le Signal Corps à les clouer au sol le 24 février 1914. Toutefois, l'AH-8 vola brièvement en 1928, après avoir subi une rénovation complète.

## Exemplaire préservé
Un Model E-8-75 original est préservé à l'EAA Aviation Museum (en) à Oshkosh, dans le Wisconsin. Il a volé assez récemment, en 1984.
La fabrication d'une réplique de l'A-1 a été entamée en 1956, et construite pendant trois ans par des employés de Convair, Ryan et Rohr pour le musée de l'air et de l'espace de San Diego (San Diego Air & Space Museum),. Il a volé plusieurs fois en 1984, avant d'être mis à la retraite pour des expositions statiques. Une autre réplique a été construite par le Glenn H. Curtiss Museum et a volé en 2004, remarquable pour avoir réussi à voler en employant le système de contrôle de vol originel de Curtiss.

## Versions
- Model E-4 : Version avec un moteur à 4 cylindres de 40 ch (30 kW) ;
- Model E-8 : Version avec un moteur V8 de 60 ch (45 kW) ;
- Model E-8-75 : Version avec un moteur V8 de 75 ch (56 kW).

## Utilisateurs
- États-Unis :
  - United States Navy ;
  - Aeronautical Division U.S. Signal Corps (en).